# Калиакра (футбольный клуб)
«Калиакра» (болг. ФК Калиакра) — болгарский футбольный клуб из города Каварна. Домашние матчи команда проводит на стадионе Каварна, вмещающем около 5 000 зрителей. Ныне «Калиакра» выступает в Третьей любительской лиге, третьем уровне в системе футбольных лиг Болгарии.

## История
Футбольный клуб «Калиакра» был основан в 1922 году и носит своё нынешнее название с 1957 года. Официальные цветами клуба изначально были выбраны синий и белый. На протяжении своей истории команда была также известна как «Венус», «Бизоне», «Добротич», «Спартак» и «Червено знаме».
Клуб провёл большую часть своей истории на любительском уровне, в 1980 году он впервые вышел во вторую по значимости лигу Болгарии. В своей первой кампании в Группе «Б» «Калиакра» сумела спастись от вылета обратно в третий дивизион по итогам сезона 1980/81, опередив всего на одно очко «Черноломец» из Попово. В следующем сезоне команда стала 14-й, но в чемпионате 1982/1983 годах «Калиакра» выиграла всего 11 матчей и была низведена. Она провела следующие 22 года в третьем дивизионе, пока во второй раз в своей истории не вышла в Группу «Б» по итогам сезона 2004/05. Свою первую кампанию после возвращения (2005/2006) клуб завершил на 10-м месте в лиге.
В сезоне 2007/2008 «Калиакра» добилась своего лучшего результата в Кубке Болгарии, выйдя в полуфинал турнира, где уступила «Черно море» со счётом 1:3. По пути туда она обыграла «Волов Шумен» (2:0), «Этыр» (4:1), «Чавдар» (2:0), пловдивский «Локомотив» (3:1). В чемпионате дела команды также складывались хорошо: она заняла второе место в Западной группе, что давало ей право сыграть в матче за выход в Группу «А» с «Минёром». Но 24 мая 2008 года «Калиакра» уступила ему в серии пенальти, при этом дважды ведя в счёте по ходу матча.
В сезоне 2009/2010 «Калиакра» вновь вышла в полуфинал национального кубка, где проиграла в гостях в серии пенальти 0:3 «Черноморцу» из Помория после ничьи 1:1 в основное и дополнительное время. Через месяц клуб впервые в своей истории добился выхода в Группу «А», став победителем Восточной зоны Группы «Б».
В главной болгарской футбольной лиге «Калиакра» провела всего два сезона: в первом стала 12-й, а во втором заняла предпоследнее место. Спустя два года она вылетела и из Группы «Б», завершив тем самым свой 10-летний период пребывания на профессиональном уровне.

## Достижения
- 12-е место в чемпионате Болгарии (1): 2010/11.
- 1/2 финала Кубка Болгарии (2): 2007/08, 2009/10.